# 小行星7566
小行星7566是一颗围绕太阳公转的小行星。1988年9月18日，亨利·德波鸿诺在拉西拉天文台发现了此天体。
这颗小行星的绝对星等为333.75904等。